# Aroma de cafè
Aroma de café (Café con aroma de mujer) è una telenovela colombiana creata da Fernando Gaitán e prodotta dalla RCN Televisión. Gli attori principali sono Margarita Rosa de Francisco, Guy Ecker e Alejandra Borrero. Trasmessa ed adattata in vari paesi, è considerata una delle telenovelas più popolari della televisione colombiana. Nel 1995 fu premiata come migliore telenovela del premio TVyNovelas.

## Trama
La vicenda si svolge a Bogotà e parla di Teresa Suarez, una ragazza sensuale e selvaggia, che lavora come raccoglitrice in alcune piantagioni di caffè, proprietà della famiglia Vallero. La giovane è nota a tutti come Gaviota in virtù dell'omonima canzone che spesso e volentieri intona quando è dedita al suo impiego. 
Ottavio Vallero, che durante la sua vita aveva costituito un vero e proprio impero del caffè, prima di morire redige un testamento secondo cui lascia in eredità le sue ricchezze ai figli e quindi ai nipoti, Sebastiano e Ivano, a patto che questi abbiano degli eredi. Inoltre, al documento allega una busta e lascia disposizioni affinché venga aperta quattro anni dopo la sua morte. 
Ivano, uomo calcolatore e avido di denaro, sposa Lucrezia, una donna di buona famiglia, pur non essendone innamorato. Sebastiano, invece, conosce Gaviota, dalla quale rimane letteralmente ammaliato e, data la reciprocità dei sentimenti, i due si lasciano travolgere dalla passione. 
Sebastiano è in procinto di partire per Londra per questioni di lavoro ma, prima di prendere il volo, promette a Gaviota che al suo ritorno l'avrebbe portata all'altare poiché è stata l'unica donna che abbia mai amato. 
In seguito Gaviota scopre di essere in stato interessante e, quando le propongono un lavoro a Parigi, accetta senza esitare nella speranza di poter incontrare Sebastiano. Giunta in Francia la giovane trascorre momenti terribili: viene coinvolta in un giro di prostituzione e perde il bambino che stava aspettando. 
Sebastiano, dopo la morte dei suoi genitori, periti in un disastro aereo, decide di tornare in Colombia, dove apprende che Gaviota è partita per l'Europa per lavorare come prostituta e, disgustato, accetta di sposare Lucia, un'amica di Lucrezia, solo per ripicca. L'uomo non immagina lontanamente l'inferno in cui si è ritrovata la povera Gaviota. 
Nel frattempo, dopo tante peripezie, Gaviota torna in Colombia e scopre che Sebastiano si è sposato. I due si ritrovano faccia a faccia ma la ragazza lo tratta freddamente. L'uomo non si rassegna e ne parla con Carmenza, la madre di lei, che, essendo a conoscenza della storia della figlia, gli racconta tutta la verità. 
Intanto Gaviota decide di lasciare il lavoro di raccoglitrice per trovare impiego in un albergo, senza avvertire Sebastiano, il quale, disperato per aver perso di vista la sua amata, dà il via a numerose ricerche. 
In seguito Gaviota si presenta ad un colloquio presso la Cafè Export, l'impresa dei Vallero che si occupa dell'esportazione di caffè, dove Ivano, l'attuale presidente, è alla ricerca di una nuova segretaria. La giovane compila il questionario come Carolina Olivares, un nome che le avrebbe donato un'immagine brillante, e dichiarando di avere studi ed esperienze qualificanti. 
Carolina, cioè Gaviota, dopo tante insistenze, riesce a farsi assumere prima come centralinista e in seguito, conquistata la fiducia di Ivano, arriva ad occupare il posto di segretaria del presidente. Inoltre desidera studiare duramente per conoscere a menadito il suo lavoro e, il giorno in cui nell'azienda si tiene un'assemblea, mostra agli azionisti una relazione assai dettagliata sui profitti e le vendite della società, riscuotendo un tale successo che viene nominata seduta stante assistente del presidente. 
Intanto Sebastiano scopre che la segretaria di presidenza è niente meno che Gaviota, e, poiché Ivano avrebbe dovuto assentarsi per un periodo imprecisato, dichiara di voler dirigere la Cafè Export in quel lasso di tempo, con l'unico scopo di stare accanto a lei. 
Ivano, che si era nominato presidente avanzando un progetto molto rischioso e di difficile realizzazione, non sa come mandarlo avanti e teme di perdere la direzione della Café Export. Rinaldo Peretti, un suo collaboratore, lo istiga a fare ricorso alle esportazioni fittizie, approfittando del fatto che Sebastiano e Carolina sarebbero stati i responsabili legali della compagnia nel periodo della sua assenza; quindi sui documenti d'imbarco sarebbero risultate le loro firme, mentre Ivano non sarebbe stato coinvolto. 
Nel frattempo le circostanze fanno credere a Lucia che Sebastiano la stesse tradendo con Carolina e, sola e amareggiata, ha una relazione con Giulio, un suo vicino. Sebastiano, infatti, è finalmente deciso a divorziare dalla moglie per vivere accanto a Carolina. 
Un giorno Lucia, mentre passa dallo studio di Carolina, la sente cantare la canzone “Gaviota” e comincia a sospettare che fosse quella raccoglitrice della quale suo marito tempo prima si era invaghito; quindi ne parla a Ivano e Lucrezia ed assieme decidono di svolgere alcune indagini, cosicché presto scoprono che Carolina Olivares e Gaviota sono la stessa persona. 
Ivano escogita un piano per separare i due innamorati e per prima cosa trova un pretesto per allontanare momentaneamente il cugino; quindi convoca Carolina nel suo ufficio per rivelarle che ha scoperto tutto sul suo conto e, dopo averla crudelmente umiliata, non perde occasione per metterle in cattiva luce Sebastiano. La povera donna, che nel frattempo viene licenziata, fugge disperata dalla Café Export. 
Sebastiano, non vedendo niente di chiaro in ciò che sta accadendo, torna a Bogotà dove apprende che la donna è stata smascherata. Ivano, al culmine della sua meschinità, gli parla di lei dipingendola come una donna facile e avida di denaro. 
Nel frattempo Carolina si trasferisce assieme alla madre in un altro appartamento e vorrebbe tornare a lavorare nel mondo del caffè. Le cose per lei non si mettono affatto bene poiché alcuni membri della famiglia Vallero hanno contattato tutte le imprese di caffè per screditarla e descriverla come un'imbrogliona e una donna di dubbia moralità. 
Sebastiano, grazie alla sorella Marcella, ben presto scopre il meschino complotto del quale Carolina è rimasta vittima e prepara una lettera di referenza che invia all'Associazione Produttori di Caffè, affinché la donna possa essere assunta come segretaria. 
Intanto Lucia e Sebastiano sono in procinto di separarsi e la donna, al fine di ottenere la divisione dei beni, si rivolge a Giorgio Latorre, l'avvocato del marito, il quale le rivela che avrebbe potuto procedere a quanto richiesto solo se fosse rimasta incinta. Lucia, pertanto, si rivolge al suo ginecologo, il quale dispone dello sperma congelato del marito, per fare ricorso all'inseminazione artificiale. Le cose però non vanno come pianificato, in quanto scopre di essere in stato interessante ed è cosciente che il padre della creatura sia Giulio, che nel frattempo si è fidanzato con Paola, la sorella di Sebastiano. La donna, pertanto, ne parla con il ginecologo per supplicarlo di tenere ben custodita quella verità a chiunque gli abbia posto delle domande, naturalmente in cambio di denaro. 
In seguito Lucia rivela alla famiglia Vallero di aspettare un figlio da Sebastiano e il giovane si vede costretto a tornare al fianco della moglie. La donna, all'insaputa del marito, continua ad intendersela con Giulio, benché questi si fosse appena sposato con Paola. 
Nel frattempo Carolina viene trasferita presso l'ufficio delle relazioni pubbliche dell'Associazione Produttori di caffè, dove avrebbe lavorato come assistente del Dr. Mauro Salina, un uomo galante e attraente che in poco tempo finisce per suscitare la gelosia di Sebastiano. La donna si guadagna la stima e la fiducia di tutti e benché Lucrezia, Lucia e Angela, la madre di Ivano, non perdano una sola occasione per cercare di screditarla e fare in modo che venga licenziata, lei, con grande caparbietà, riesce a vincere tutte le battaglie.
Intanto Lucia dà alla luce un maschietto, ma nessuno immagina il segreto che la donna nasconde. 
Sebastiano continua ad essere molto innamorato di Carolina, ma, sapendola tutto il giorno a fianco di Mauro Salina, non può fare a meno di essere molto geloso; inoltre le circostanze lo spingono a credere che tra i due stesse nascendo del tenero e la situazione per lui finisce col diventare insostenibile, al punto da rischiare un esaurimento nervoso. Dietro consiglio della sorella Marcella, pertanto, si rivolge a Daniela, un'affascinante e intelligente psicologa, con la quale instaura un bellissimo rapporto. 
Trascorrono i mesi e tutti si rendono conto che il figlio di Lucia non ha un minimo di somiglianza col padre. Marcella, che non ha mai provato simpatia per la cognata, comincia ad indagare sulla questione, mentre Paola sospetta che Giulio abbia un amante. 
Arriva il giorno in cui vengono lette le ultime volontà di Ottavio, il quale aveva chiesto che fosse aperta la busta solo in presenza di Carmenza o della figlia Gaviota. Entrambe si presentano in casa Vallero e si scopre che il defunto aveva lasciato loro in eredità una fazenda, in nome della speciale amicizia che in passato c'era stata tra lui e Carmenza. 
Naturalmente Cecilia, la moglie di Ottavio, chiede a Carmenza se fosse stata l'amante del marito, ma lei nega decisamente e comincia a raccontarle ciò che era accaduto. Anni addietro, quando lavorava come raccoglitrice presso la tenuta dei Vallero, scoprì che alcuni coltivatori erano intenzionati ad uccidere Ottavio. La donna, senza perdere tempo, avvertì il suo padrone che alcuni uomini malvagi si erano accordati per fargli del male, salvandolo così da una morte quasi certa. Quei delinquenti in seguito furono arrestati e Ottavio le fu molto grato per il gesto, e da allora instaurò con lei una grande amicizia. Qualche mese dopo Carmenza si innamorò di un raccoglitore con cui ebbe una relazione, ma di cui disgraziatamente perse ogni traccia. Da lui ebbe Gaviota e Ottavio, durante la gravidanza, la aiutò affinché non le mancasse niente. Cecilia non può fare a meno di restare commossa e si rende conto di quanto fosse nobile l'animo del suo defunto marito. 
Intanto Marcella riesce a mettersi in contatto con il ginecologo di Lucia, lo costringe a raccontarle tutta la verità e scopre che il figlio della donna non è di Sebastiano; quindi ne parla con Paola la quale, sulla base di innumerevoli indizi, è convinta che l'amante del marito sia proprio Lucia. 
Nel frattempo Giulio e Lucia, vedendosi oramai alle strette, decidono di fuggire e si incontrano in un ristorante, dove vengono colti in atteggiamento compromettente da Sebastiano e Paola, i quali hanno la conferma di quanto sospettato. 
Intanto Sebastiano, grazie all'aiuto di Daniela, sembra essere un altro e soprattutto libero dall'ossessione di Carolina. Costei, al contrario, non riesce a tollerare la sua indifferenza e crede che l'uomo abbia una relazione con la psicologa; pertanto accetta di partire per Londra con Mauro Salina, il quale nel frattempo le ha dichiarato tutto il suo amore. 
Daniela si rende conto che Sebastiano continua ad essere innamorato di Carolina e decide di lasciarlo libero. L'uomo, convinto dalle sorelle, corre dalla sua amata per chiarire ogni equivoco, ma le circostanze gli fanno credere che i suoi rapporti con Mauro non siano esclusivamente di lavoro e, convinto di averla persa, si appresta a partire. 
Carolina riceve la visita di Daniela che le parla di Sebastiano, rivelandole quali fossero i suoi veri sentimenti. La donna, pertanto, si reca presso l'aeroporto ma con rammarico apprende che l'aereo sul quale Sebastiano avrebbe viaggiato è già in volo. In realtà Sebastiano, colto da un presentimento, ha deciso di non partire; quindi si incontra con Carolina e i due, dopo i soliti battibecchi, finiscono per riconciliarsi. 
Intanto il padre di Marzia, l'amante di Ivano, dopo aver svolto alcune indagini, ha forti sospetti che la Café Export sia implicata in esportazioni fittizie e mostra la documentazione che è riuscito a raccogliere ad Avellaneda, il direttore dell'Associazione Produttori di Caffè. Quest'ultimo, prima di far suonare il campanello d'allarme, è deciso a verificare con estrema certezza che tutto ciò sia vero. In seguito riesce ad ottenere le prove che testimoniano contro la Café Export e prende seri provvedimenti. 
Gaviota e Sebastiano, dopo aver trascorso alcuni giorni fuori Bogotà, tornano a casa per comunicare alla famiglia che avrebbero voluto sposarsi, ma disgraziatamente sorgono degli imprevisti. 
Sebastiano viene a conoscenza delle esportazioni fittizie in cui è coinvolta la Café Export e, poiché è rimasta coinvolta anche Carolina, vuole proteggere la sua amata poiché teme che l'evento possa infangare la sua reputazione nel mondo degli affari; pertanto si accolla ogni responsabilità. L'uomo, che ha promesso a Carolina di partire per Londra assieme a lei, deve trovare un alibi più che valido per giustificare di non poterla più accompagnare e si vede costretto a fingere di non amarla. 
Carolina, ignara di tutto ciò che stava accadendo, parte disperata per l'Europa, mentre Sebastiano si dichiara unico colpevole e viene pertanto arrestato. Quello sporco affare finisce per coinvolgere anche Bernardo, il fratello di Ivano, che è a conoscenza di tutta la verità, e Matteo, il suo compagno.
Nel frattempo, Cecilia, quando apprende che Sebastiano è finito in carcere, viene colta da una trombosi e ricoverata in gravi condizioni. L'anziana riceve la visita di Bernardo, al quale cerca di comunicare il suo più grande desiderio: quello di riabbracciare Sebastiano. Il giovane comprende al volo le volontà della nonna e vorrebbe fare giustizia; tra l'altro avrebbe ragioni più che valide per rivelare la colpevolezza di Ivano in tutto ciò, giacché anche Matteo nel frattempo è stato arrestato. 
Giunge il giorno del processo, durante il quale vengono convocate Marzia, che ha in possesso delle prove che avrebbero potuto incriminare il suo amante, e Lucrezia, convintasi di essere stata sempre ingannata dal marito. Entrambe testimoniano contro Ivano ma l'uomo, tanto meschino quanto abile nel respingere le accuse, riesce a cavarsela ancora una volta. Le faccende sembrano essersi complicate proprio quando irrompe Bernardo, il quale annuncia di voler deporre e racconta tutta la verità, dichiarando Sebastiano innocente. 
Finalmente Ivano viene arrestato mentre Sebastiano è libero. L'uomo innanzitutto si reca a Londra per incontrare Carolina, ma la donna lo respinge e lo tratta con freddezza. Sebastiano decide di ripartire per la Colombia, quando Salina, intanto informato delle disgrazie che avevano colpito la famiglia Vallero, racconta tutto quanto a Carolina. 
Carolina prova un grande rammarico ed è decisa a tornare a Bogotà per riconciliarsi con Sebastiano, il quale ha deciso di soffocare nell'alcool quello straziante dolore causato dalla perdita della sua amata. La donna, dopo averlo cercato disperatamente, lo trova in una corrida mentre tenta di domare un toro pericoloso e bizzarro. Carolina gli grida il suo amore e l'uomo, ubriaco fradicio, le va incontro: i due si riconciliano. 
Finalmente Carolina e Sebastiano possono coronare il loro sogno all'altare: è la vittoria di un amore che si è dimostrato capace di superare anche gli ostacoli che sembravano più insormontabili.